# غي باجيس
غي باجيس (من مواليد 18 أغسطس 1958) هو قس مسيحي ومؤلف فرنسي. اشتهر بكتاباته عن الإسلام. ولد في 18 أغسطس 1958. تم ترسيمه من قبل أبرشية الروم الكاثوليك في باريس عام 1994  وألف العديد من الكتب حول المسيحية والإسلام. 

## مؤلفاته
- "عناصر للحوار الإسلامي المسيحي" (بالاشتراك مع أحمد المهود، باريس: طبعات فرانسوا كزافييه دي غيبير، 2006).
- يهوذا يعذب (باريس: 2007).
- استجواب الإسلام: عناصر من أجل الحوار الإسلامي المسيحي (تقديم جيرمانو برنارديني [الإنجليزية] ؛ باريس: دومينيك مارتن مورين، 2013).
- استجواب الإسلام: 1235 سؤالاً لطرحها على المسلمين! (مقدمة من جوزيف فاضل).